# Droits LGBT au Guatemala
Les personnes lesbiennes, gaies, bisexuelles et transgenres (LGBT) au Guatemala font face à un ensemble de difficultés et de discriminations que ne vivent pas les personnes non-LGBT.

## Législations et droits
L'homosexualité n'est pas pénalisée au Guatemala.
En revanche, il n'existe pas de législation contre les discriminations. En 2018, une proposition de loi avait pour but de criminaliser l'avortement et l'expression des LGBT.

## Conditions de vie
« D’après un rapport de l’International Gay and Lesbian Human Rights Commission datant de 2012, au Guatemala, les personnes LGBT+ sont confrontés à des « traitements cruels, inhumains et dégradants, y compris une menace constante de violence qui équivaut à de la torture, des disparitions forcées, des violences sexuelles dans les centres de détention et des essais médicaux non consentis ». »

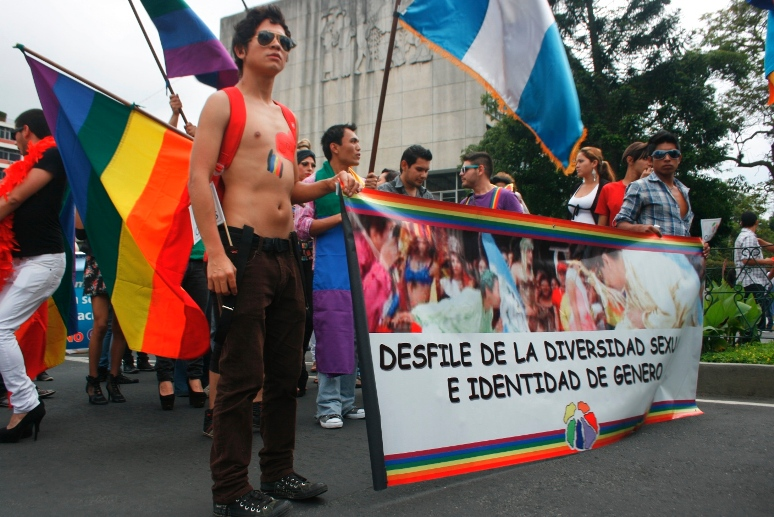
image d'une marche LGBT au Guatemala (2012)

De nombreuses personnes LGBT quittent le pays en raison des persécutions fondées sur leur orientation sexuelle ou leur identité de genre.

## Tableau récapitulatif
| Dépénalisation de l’homosexualité                                                   | Depuis 1871                          |
| Majorité sexuelle identique à celle des hétérosexuels                               | Depuis 1871                          |
| Interdiction de la discrimination liée à l'orientation sexuelle à l'embauche        | mais projet de loi                   |
| Interdiction de la discrimination liée à l'identité de genre dans tous les domaines | mais projet de loi                   |
| Interdiction de la discrimination dans l'éducation                                  | depuis 1997                          |
| Mariage civil                                                                       | Non                                  |
| Reconnaissance des couples homosexuels                                              | mais projet de loi                   |
| Adoption conjointe dans les couples de personnes de même sexe                       | Non                                  |
| Adoption coparentale par les couples homosexuels                                    | Non                                  |
| Droit pour les gays de servir dans l’armée                                          | Pas d'information                    |
| Droit de changer légalement de genre                                                | Changement de nom autorisé seulement |
| Interdiction de thérapies de conversion                                             | Non                                  |
| Gestation pour autrui pour les gays                                                 | Non                                  |
| Accès aux FIV pour les lesbiennes                                                   | Non                                  |
| Autorisation du don de sang pour les HSH                                            | Non                                  |